# Incursão em Khan Yunis em Julho de 2024
As forças israelenses lançaram uma incursão em Khan Yunis em 22 de julho de 2024 como parte da Guerra de Gaza. A operação marcou o retorno das Forças de Defesa de Israel (FDI) à área de Khan Yunis na Faixa de Gaza, após uma batalha e cerco anteriores [en] que ocorreram de dezembro de 2023 a abril de 2024.

## Contexto

### Primeira batalha
A primeira batalha entre Israel e Hamas em Khan Yunis, parte da Invasão israelense da Faixa de Gaza [en], começou em 1 de dezembro de 2023 e evoluiu para um cerco no final de janeiro de 2024. A batalha terminou em 7 de abril de 2024 com a retirada das FDI não apenas de Khan Yunis, mas de todo o sul da Faixa de Gaza, uma decisão parcialmente revertida com a Ofensiva de Rafah [en] iniciada em maio de 2024. As FDI não conseguiram desmantelar o Hamas em Khan Yunis, com o grupo disparando foguetes contra Israel horas após a retirada, e mantendo "eficácia de combate" na cidade.

### Ordem de evacuação
As FDI emitiram uma ordem de evacuação para civis palestinos, uma medida vista como controversa por alguns, por supostamente permitir que comandantes do Hamas escapassem junto com os civis. A Defesa Civil Palestina [en] afirmou que a ordem de evacuação afetaria cerca de 400.000 pessoas. Israel reduziu a zona humanitária onde 1,7 milhão de palestinos buscavam refúgio, ajustando suas fronteiras e diminuindo-a de 65 km² para 48 km².

## Batalha
Tropas das FDI, sob o comando do Brigadeiro-General Dan Goldfuss [en], iniciaram uma ofensiva terrestre em Khan Yunis em 22 de julho. As FDI afirmaram ter atingido cerca de 30 alvos de infraestrutura do Hamas com uma combinação de ataques terrestres e ataques aéreos. Tanques israelenses avançaram e atacaram várias pequenas cidades na periferia leste de Khan Yunis com apoio aéreo. Isso incluiu um ataque israelense em Bani Suheila [en], uma cidade na área de Khan Yunis, que resultou na morte de 73 palestinos e mais de 270 feridos.
O Hamas atacou tanques das FDI que avançavam em Bani Suheila com granadas propelidas por foguete e penetradores formados explosivamente.
Em 24 de julho, as FDI confirmaram que recuperaram os corpos de 5 israelenses, sendo 2 civis e 3 soldados. Eles foram mortos durante os ataques liderados pelo Hamas em Israel em 7 de outubro, e seus corpos foram levados para a Faixa de Gaza pelo Hamas.
Em 25 de julho, foi relatado que o Hamas, a Jihad Islâmica Palestina e as Brigadas dos Mártires de Al-Aqsa estavam em confronto com as FDI dentro e ao redor de Khan Yunis. Segundo as FDI, o Hamas tentou disparar vários foguetes contra o território israelense a partir de Khan Yunis, mas esses falharam e caíram perto de uma escola administrada pela UNRWA, ferindo várias pessoas e matando duas.
Em 30 de julho, as FDI se retiraram de Khan Yunis, e os palestinos começaram a retornar para suas casas na área.

## Consequências
Dias depois, em 9 de agosto, as FDI invadiram Khan Yunis pela terceira vez [en], e se retiraram novamente da área em 30 de agosto.